# Jean-Charles
Jean Louis Marcel Charles detto Jean-Charles (Saint-Aulaye, 2 dicembre 1922 – Cahors, 21 giugno 2003) è stato un umorista e scrittore francese.
Divenne famoso dopo la pubblicazione nel 1962 del libro La fiera delle castronerie (La Foire aux cancres), raccolta di frasi involontariamente umoristiche, nate da esilaranti errori di sintassi o vere e proprie mostruosità letterarie, che in pochi mesi vendette milioni di copie e venne tradotto in 24 lingue.
| Controllo di autorità | VIAF (EN) 100236288 · ISNI (EN) 0000 0001 0539 2048 · SBN CFIV077382 · LCCN (EN) n50036367 · GND (DE) 105857564 · BNE (ES) XX1117033 (data) · BNF (FR) cb11908702d (data) · J9U (EN, HE) 987007411006505171 |